# Жургенов, Темирбек Караевич
Темирбек Караевич Жургенов (каз.  Жүргенов Темірбек Караұлы) (1898—1938) — видный советский партийный и государственный деятель СССР. Участник борьбы за установление и упрочение Советской власти в Туркестане и Казахстане. Член РКП(б), коммунист с 1920 года.

## Биография
| Дата            | Данные |
| --------------- | --- |
| ноябрь 1898 г.  | Родился в местности Мадениет Жалагашский район [Кызылординская область (Российская империя). Происходит из рода шомекей племени алимулы. |
| 1913 г.         | Окончил двухклассное русско-казахское (с казахским интернатом) мужское училище в п. Аламесек (нынешний п. Ак-Арык Джалагашского района КзылОрдинской области). |
| 1917 г.         | Окончил русско-казахское училище имени Суханского в г. Перовске. |
| 1917 г.         | Поступил в Уфимское землемерное училище, но не окончил образование из-за Гражданской войны. |
| 1918 — 1920 гг. | Работает в издававшейся в г. Тургае газете «Қазақ мұңы», участвует в подготовке областного съезда Советов, с трудящимися Иргизского уезда сражается против белогвардейцев. Руководитель восстания против Алаш-Орды в урочище Кзыл-Кум. Председатель Кенжегаринского волостного ревкома. |
| 1920 — 1921 гг. | Заместитель председателя и председатель Иргизского уездного исполкома. |
| 1923 г.         | Окончил учёбу в Оренбургском рабфаке, журналистский факультет. |
| 1923 — 1927 гг. | Учёба в Среднеазиатский государственный университет. После окончания университета оставили научным сотрудником по государственному праву. |
| 1924 — 1926 гг. | Одновременно обучаясь в университете исполнял обязанности полномочного представителя Казакской АССР в Туркестанской республике. Член ЦИК Казахстана и Туркестана. Активно участвовал в деле национально-государственного деления Средней Азии и Казахстана.                             |
| 1926 — 1929 гг. | Ректор Казахского педагогического института в г. Ташкенте. |
| 1929 г.         | Нарком финансов Таджикской ССР. |
| 1930 — 1933 гг. | Нарком народного просвещения Узбекской ССР. |
| 1933 — 1937 гг. | Министр просвещения Казахской ССР (нарком народного просвещения Казахской АССР). |
| 1933 — 1937 гг. | Является членом окружного комитета ВКП(б) Казахстана и его бюро. |
| с июня 1937 г.  | Является членом Бюро ЦК Компартии Казахстана. |

## Репрессии
Источник: Сведения ДКНБ РК по г.Алматы
«Жургенов Темирбек.
Родился в 1898 г., Актюбинская обл., Иргиз.; казах; образование высшее; Народный комиссар просвещения КССР.
Проживал: Алма-Атинская обл. Алма-Ата.
Арестован 2 августа 1937 г. НКВД КССР.
Приговорен: Военная Коллегия Верховного Суда СССР 25 февраля 1938 г., обв.: 58-8, 58-9, 58-11 УК РСФСР.
Приговор: ВМН.
Реабилитирован 18 апреля 1957 г. Военная Коллегия Верховного Суда СССР за отсутствием состава преступления ».
| Дата       | Данные |
| ---------- | --- |
| 08.06.1937 | Направлена директива ГУГБ НКВД СССР № 57788 в НКВД республик о работе по антисоветским тюрко-татарским националистическим организациям. Эта директива явилась толчком для развертывания репрессий в национальных республиках СССР.       |
| 31.07.1937 | Документ № 155 Протокол допроса С. Х. Ходжанова, на основании его дана санкция на арест Жургенова и других руководителей Средней Азии и Казахстана                                                                                       |
| 02.08.1937 | Был арестован как враг народа |
| 03.01.1938 | Включён в так называемые «сталинские списки» лиц, подлежащих суду Военной Коллегии Верховного Суда Союза ССР, от Казахской ССР Кат.1 (АП РФ, оп.24, дело 414, лист 106). Список визирован Ждановым, Молотовым, Кагановичем, Ворошиловым. |
| 25.02.1938 | Приговорен Военной Коллегии Верховного Суда Союза ССР к высшей мере наказания и расстрелян. |
| 18.04.1957 | Решением Военной Коллегии Верховного Суда СССР за отсутствием состава преступления реабилитирован полностью |

## Семья
Источник: Сведения ДКНБ РК по Кызылординской обл.
«Жургенов Кара
Родился в 1858 г., Южно-Казахстанская обл., Кзыл-Ординский р-н, Кара-Куль пос.; казах; образование начальное; скотовод. Проживал: Кзыл-Ординская обл., Кармакчинский р-н, 16 аул..
Арестован 17 августа 1937 г. Кармакчинское РО НКВД.
Приговорен: Тройка УНКВД по Южно-Казахстанской обл. 15 сентября 1937 г.
Приговор: ВМН Реабилитирован 28 ноября 1990 г. Кызылординская облпрокуратура УКАЗ ПВС СССР ОТ 16.01.1989 ».
Источник: Книга памяти Алма-Атинской обл. (Казахстан)
«Караев Дощан
Родился в 1899 г., Кзыл-Ординский окр., Аламесекский р-н, аул 31.; казах; образование начальное; скотовод. Проживал: Кзыл-Ординская обл., Аламесекский, аул 31.
Арестован 11 мая 1931 г.
Приговорен: Выездная сессия коллегии ОГПУ в Казахстане 19 января 1932 г., обв.: 59-3..
Приговор: ВМН Реабилитирован в марте 1992 г. ГЕНЕРАЛЬНАЯ ПРОКУРАТУРА РК Указ ПВС СССР от 16 января 1989 года  ».
Источник: Сведения ДКНБ РК по г.Алматы
«Караев Кощан
Родился в 1899 г., Кызылординская обл., Аламесекский р-н, аул 31.; казах; образование начальное; скотовод. Проживал: Кзыл-Ординская обл. аул 31..
Арестован 11 мая 1931 г. Чимкент. ОС ПП ОГПУ.
Приговорен: Выездная сессия коллегии ОГПУ в Казахстане 19 января 1932 г., обв.: 59-3 УК РСФСР..
Приговор: ВМН Реабилитирован 20 марта 1992 г. Генпрокуратура РК УКАЗ ПВС СССР ОТ 16.01.1989  ».
Караев Кощан
Родился в 1897 г., Кзылординская обл., Алмалыкский р-н, аул 26.; казах; образование начальное; скотовод. Проживал: Кзыл-Ординская обл. аул 31..
Арестован 1 июля 1931 г. Чимкеннт. ОС ПП ОГПУ.
Реабилитирован 21 июня 1933 г. Выездная сессия коллегии ОГПУ в Казахстане за отсутствием состава преступления
Источник: Сведения ДКНБ РК по г.Алматы
Источник: Сведения ДКНБ РК по Кызылординской обл.
«Караев Искак
Родился в 1902 г., Южно-Казахстанская обл., Кармакчинский р-н, Калининский 16 аул.; казах; образование начальное; Проживал: Кзыл-Ординская обл., Кармакчинский р-н, Калининский 16 аул..
Арестован 23 декабря 1937 г. Кармакчинский РО НКВД.
Приговорен: Тройка УНКВД по Южно-Казахстанской обл. 30 декабря 1937 г.
Приговор: ВМН Реабилитирован 23 сентября 1957 г. Президиум Кзыл-Ординского облсуда. ЗА НЕДОКАЗАННОСТЬЮ СОСТАВА ПРЕСТУПЛЕНИЯ».
Отец Темирбека Жургенова, Кара Жургенов, был сыном крупного бая Куана. По ложному обвинению приговорен к расстрелу. Приговор приведен в исполнение 25 сентября 1937 года в г. Кзыл-Орде.
Брат Ногай скончался в Уфе, где находился с Темирбеком в 1918 г. во время эпидемия чумы.
Братья Темирбека Жургенова, Косжан, Досжан и Ыскак также были арестованы и расстреляны ещё при жизни Кары Жургенова.
Косжан и Досжан Караевы принимали активное участие в Антисоветском восстании сарбазов 1930 года. Досжан Караев был командиром одного из отрядов повстанцев и вместе с другими руководителями восстания вел переговоры со специальной правительственной комиссией во главе с А. Жангельдиным.
Жена Жургенова-Ермекова Дамеша Амирхановна

Родилась в 1905 г., Карагандинская обл., аул 6.; казах; образование начальное; Проживала: Алма-Атинская обл. Алма-Ата.
Арестована 21 марта 1938 г. НКВД Каз. ССР.
Приговорена: ОС НКВД СССР 5 августа 1944 г., обв.: 58-2, 58-8, 58-9, 58-11 УК РСФСР.
Приговор: 1 год ИТЛ. Реабилитирована 23 декабря 1955 г. СК Военного трибунала ТуркВО за отсутствием состава преступления
Источник: Сведения ДКНБ РК по г. Алматы
Родилась в 1905 г., г. Каркаралинск Восточно-Казахстанской обл.; казашка;
Приговорена: ОСО при НКВД СССР 10 июня 1938 г., обв.: как ЧСИР.
Приговор: к 8 годам ИТЛ. Прибыла в Акмолинское ЛО 03.10.1938 из тюрьмы г. Алма-Аты. В АЛЖИРе находилась до 05.07.1941. Убыла 05.07.1941 в Печорлаг.
Источник: Книга памяти «Узницы АЛЖИРа»
— Общество «Мемориал», проект «Жертвы политического террора в СССР
После реабилитации работала преподавателем Казахского Государственного медицинского института.

## Роль Жургенова в образовании и искусстве
На посту наркома народного просвещения приложил много усилий по исправлению грубых ошибок, допущенных в период коллективизации. В области народного образования его организаторский талант ярко проявился при решении вопросов, связанных с налаживанием начального и среднего образования, ликвидацией неграмотности, комплектование школ учебниками и учительскими кадрами. В период его деятельности были открыты высшие учебные заведения в Казахстане (только Алма-Ате с 1933 г. по 1934 года открыты 6 ВУЗов).
Он один из первых переводчиков произведений классиков марксизма-ленинизма на казахский язык. Жургенов — один из первых исследователей истории культурного строительства Средней Азии и Казахстана. Собрал статистические и демографические материалы Казахстана и Средней Азии, исследовал литературные и архивные источники (оригиналы). Высоко оценивал Жургенов в духовном сближении наций переводческое дело. «Переводы классиков и советских писателей других народов — Союза,— писал он,— сроднили казахский народ с лучшими литературными произведениями Союза и Запада, укрепили интернациональные связи в казахском творчестве». При его участии были изданы на казахском языке произведения Пушкина, Лермонтова, Гоголя, Льва Толстого, Горького и других писателей.
Общепризнанна исключительно плодотворная роль Т. К. Жургенова в подъёме литературы и искусства Казахстана 1930-х годов. Вот что писал о нём А. В. Затаевич в своих примечаниях к книге «1000 песен казахского народа»:

Темирбек Жургенов — интеллигентный и серьёзный молодой казах, основательнейший знаток сыр-дарьинских песен, давший мне чрезвычайно ценные сообщения песен Конратовского рода, происходящего из Хивы. К сожалению, несмотря на все мои старания, мне не довелось более исчерпывающе использовать широкую осведомленность этого лица в старинном песенном творчестве его родины!— Александр Затаевич. 1000 песен казахского народа (песни и кюйи). Изд. второе. М., 1963, стр. 511.
Вспоминает Канабек Байсеитов, народный артист КазССР, один из основоположников казахского театра:

Создать оперу «Кыз-Жибек» Брусиловскому предложил нарком просвещения Казахстана Темирбек Жургенов. Вызвал его к себе и долго, с увлечением рассказывал содержание этой любимой в степи легенды. Потом сказал, что назначает его редактором только что созданного Казахского государственного музыкального театра, и дал «добро» на высокотворческую, незамедлительную работу. «Используйте для будущей оперы сборник собранных Затаевичем „1000 песен казахского народа“. Кроме того, у нас много певцов, в репертуаре которых по 10-12 неизвестных ещё песен, все их желательно прослушать. Что вам нужно, то и выбирайте. Только напишите нам хорошую оперу!» — закончил он разговор, подошел к телефону, позвонил режиссёру театра Жумату Шанину, объявил, что музыку «Кыз-Жибек» будет писать Брусиловский, и попросил через три дня подготовить ему либретто на русском языке.— Людмила Варшавская, Ильяс Самигулин, "Известия-Казахстан", 11 ноября
Сам Жургенов, собирал и записывал многие произведения устно-поэтического творчества казахов, в том числе песни современных казахских акынов. В 1924 году им издается один из первых сборников песен и поэм акынов Казахстана под названием «Терме» («Сборник»), который был снабжен большой вступительной статьей составителя. В 1936 году сборник был значительно пополнен, отредактирован и выпущен на русском и казахском языках к первой декаде казахской литературы и искусства в Москве.
В работах Жургенова нашли отражение проблемы истории дореволюционной культуры Казахстана, правильно оценивалось творчество ряда народных акынов, композиторов, таких, как Мухит Мералиев, Биржан, Курмангазы. Одним из первых он обратился к поэзии легендарного акына-философа XIV века Асан-Кайгы (Асан-Печальника), описавшего свои безуспешные поиски «Жер-уйык» (земли обетованной).
Народная артистка СССР Куляш Байсеитова, композиторы Ахмет Жубанов и Евгений Брусиловский, в своих статьях и воспоминаниях говорят о том большом авторитете и уважении, которыми пользовался Жургенов в среде творческой интеллигенции Казахстана. Этот авторитет он заслужил своей высокой и разносторонней культурой, тонким пониманием искусства, истинной озабоченностью о его развитии.
Жургенев искал народные таланты, всячески поддерживал, создавая им необходимые условия для учёбы и работы, так народный художник Казахской ССР Абылхан Кастеев, который по рекомендации его был принят в начале 30-х годов в мастерскую старейшего художника-этнографа Н. Г. Хлудова, а затем отправлен на учёбу в Москву для дальнейшего совершенствования своего таланта.
Жургенов своим талантом организатора, способствовал громадному развитию казахской национальной оперы (в том числе Казахскому музыкальному театру), киноискусства, казахской драматургии.
Жургенов принял активное участие в созыве I Всеказахстанского слета деятелей народного искусства (июнь 1934 года).
В 1936 году по инициативе Жургенова в Алма-Ате состоялась конференция работников культуры уйгурского народа.
Подготовил и провел в мае 1936 г. Декады литературы и искусства Казахстана в Москве, за что и был отмечен наградой.

## Труды
- «Проблемы разделения на районы по административно-хозяйственным признакам в СССР и Казахстане», Кызыл-Орда, 1927
- «Казахская культурная революция», Алма-Ата, 1935
- «О работе по ликвидации безграмотности в Казахстане», Алма-Ата, 1936
- «О чуждых явлениях в казахском литературном языке», «Казахстанская правда», 1935, 17 и 18 мая
- «Вопросы терминологии казахского языка», «Большевик Казахстана», 1935, № 6

## Награды
Орден Трудового Красного Знамени (26.05.1936) — за выдающиеся заслуги в деле развития казахского оперного искусства, казахской музыки, песни и танцев

## Память

В его честь названа улица в Алма-Ате, ранее известная как Пригородная. (9-я улица с востока на запад, район Казачьей слободки, бывшая Большая Алма-Атинская станица), в с. Иргизе Иргизского района Актюбинской области.
Памятник Темирбеку Жургеневу установлен перед зданием Академии искусств имени Т. К. Жургенова.
Имя Жургенова носит Казахская национальная академия искусств имени Т. К. Жургенова.
В 2020 году село Комсомолькое Айтекебийского района Актюбинской области было переименовано в село имени Темирбека Жургенова.

## Исследования, версии и теории
Известно, что ОГПУ (НКВД) используя пытки и другие недозволенные приемы следствия, вынудила многих политических, военных и хозяйственных деятелей Казахстана и других республик СССР признать самые нелепые обвинения. Так казахским деятелям предъявлялись обвинения в том, что они «пытались отделить Казахстан от СССР и сделать его протекторатом Японии», являлись агентами «японских и немецких» разведок. Закрытость дел репрессированных, не давала возможность исследователям проанализировать, и понять, где правда, а где выбитые признания в каждом отдельном случае.
Кинорежиссер Еркин Ракышев в ходе съемок своих документальных фильмов изучал в архивах ФСБ РФ и КНБ РК документы уголовных дел Т. Рыскулова, С. Кожанова, У. Кулымбетова, Т. Жургенова, Ш. Шонановой. На основании своих исследований выдвигает версию, что в Казахстане действительно существовала казахская националистическая организация и была организатором восстаний в период 1929—1931 годы. Ракышев утверждает, что ответственными за Иргизское восстание был Кулымбетов У., за Каракумское — Жургенов Т., за Созакское — Сейфуллин С. и т. д.

## Комментарии
1. ↑  оно же Восстание сарбазов 1930 года
2. ↑  оно же Восстание сарбазов 1930 года

## Фильмы
- Документальный фильм „Темір нарком Темірбек“, Еркин Ракышев, 2015